# Normal (canción)
«Normal» es una canción del cantautor colombiano Feid. Fue lanzado el 7 de julio de 2022 a través de la discográfica Universal Music Latino, como cuarto sencillo de su sexto álbum de estudio, Feliz cumpleaños, Ferxxo, te pirateamos el álbum (2022).

## Antecedentes y lanzamiento
En 2021 Feid compartió un adelanto de la canción. Después de casi un año, a inicios de julio de 2022 anunció su fecha de lanzamiento, siendo programado para el 7 de julio.
Más tarde, anunció su álbum Feliz cumpleaños, Ferxxo, te pirateamos el álbum, donde «Normal» se incluyó como la decimocuarta pista.

## Video musical
El video oficial musical de «Normal» fue lanzado simultáneamente con el sencillo el 7 de julio de 2022. Muestra a Feid en una noche de fiesta con sus amigos.